# آناتولی آوتیان
آناتولی قوندی آوتیان (ارمنی: Անատոլի Ղևոնդի Ավետյան؛ زاده ۵ سپتامبر ۱۹۵۲) نقاش، مجسمه‌ساز اهل ارمنستان است.

## زندگی‌نامه
وی در ۵ سپتامبر ۱۹۵۲ در شهرستان پروکوپیفسکی در به دنیا آمد و از کالج دولتی هنرهای زیبای پانوس ترلمزیان (۱۹۷۲) و آکادمی هنرهای زیبای تفلیس (۱۹۷۶) فارغ‌التحصیل گشت.  وی عضو اتحادیه نقاشان ارمنستان می‌باشد. وی همچنین برنده جوایزی همچون نقاش شایسته جمهوری ارمنستان (۲۰۰۹) و نقاش مردمی جمهوری ارمنستان (۲۰۱۷) شد.